# Marg Helgenberger
Mary Marg Helgenberger (ur. 16 listopada 1958 we Fremont) – amerykańska aktorka. 
Odtwórczyni roli Catherine Willows w serialu policyjnym CBS CSI: Kryminalne zagadki Las Vegas (2000–2013), za którą dostała People’s Choice Award jako ulubiona gwiazda telewizyjna 2005 i wraz z obsadą została uhonorowana Nagrodą Gildii Aktorów Ekranowych w 1990. Wystąpiła w roli KC Koloski w serialu wojennym ABC China Beach (1988–1991), za którą otrzymała nagrodę Emmy w 1990. 
W 2002 została uznana za jedną z 50 najpiękniejszych ludzi magazynu „People” i magazynu „Esquire” wśród kobiet, które kochamy.
23 stycznia 2012 otrzymała własną gwiazdę w Alei Gwiazd w Los Angeles znajdującą się przy  6667 Hollywood Boulevard.

## Wczesne lata
Urodziła się we Fremont w stanie Nebraska w rodzinie rzymskokatolickiej jako córka Mary Kay (z domu Bolte), pielęgniarki, i Hugh Helgenbergera, inspektora ds. mięsa. Jej rodzina była pochodzenia niemieckiego i irlandzkiego. Wychowała się ze starszą siostrą Ann (ur. 1956) i młodszym bratem Curtem (ur. 1961) w North Bend w Nebrasce, gdzie ukończyła North Bend Central High School. Helgenberger grała na waltorni w swojej szkolnej orkiestrze marszowej, dopóki nie poszła na studia. Uczęszczała do Kearney State College w Kearney w stanie Nebraska. Następnie kontynuowała naukę na wydziale teatralnym w School of Speech na Northwestern University w Evanston w Illinois i uzyskała tytuł Bachelor of Science.
Początkowo chciała zostać pielęgniarką tak jak jej matka. Jako nastolatka pracowała w zakładzie mięsnym. Jeszcze podczas studiów zaczynała jako prezenterka pogody w Nebraska Television Network (NTV), filii ABC w Kearney. Po występie w uniwersyteckim przedstawieniu Tramwaj zwany pożądaniem w roli Blanche Dubois zainteresowała się aktorstwem.

## Kariera
Latem 1981 została odkryta gdy grała Kate w komedii Poskromienie złośnicy Williama Szekspira na kampusie Northwestern University. Po ukończeniu college’u i podpisaniu kontraktu z ABC, od 28 kwietnia 1982 do 9 stycznia 1986 wcielała się w policjantkę–amatorkę Siobhan Ryan Novak DuBujak w operze mydlanej ABC Ryan’s Hope. Wkrótce trafiła na kinowy ekran jako Suzanne w komedii Sydneya Pollacka Tootsie (1982) z Dustinem Hoffmanem. Następnie gościnnie pojawiła się w serialu Matlock (1987). W serialu CBS Shell Game (1987) z Margot Kidder i Jamesem Readem została obsadzona w roli Natalie Thayer. Pierwszą znaczącą rolą była Karen Charlene K.C. Kołoski, uzależniona od heroiny prostytutka w serialu wojennym ABC China Beach (1988–1991), za którą zdobyła nagrodę Emmy i była nominowana do Złotego Globu dla najlepszej aktorki drugoplanowej w serialu, miniserialu lub filmie telewizyjnym. W melodramacie przygodowym Stevena Spielberga Na zawsze (Always, 1989) z Holly Hunter wystąpiła jako Rachel. W miniserilu ABC The Tommyknockers (1993) na podstawie powieści Stephena Kinga Stukostrachy u boku Jimmy’ego Smitsa zagrała postać pisarki westernów Roberty „Bobbi” Anderson.
Od 6 października 2000 do 25 stycznia 2012 grała rolę Catherine Willows w serialu CBS CSI: Kryminalne zagadki Las Vegas, która przyniosła jej nominację do Nagrody Satelity 2002 oraz Złotego Globu dla najlepszej aktorki w serialu dramatycznym 2002 i 2003.

## Życie prywatne
W 1984 w Nowym Jorku na planie opery mydlanej ABC Ryan’s Hope poznała aktora Alana Rosenberga. Oboje zostali przyjaciółmi i zaczęli spotykać się w 1986. Pobrali się 9 września 1989. I mieli syna Hugh Howarda (ur. 21 października 1990). 1 grudnia 2008 Rosenberg i Helgenberger ogłosili separację. W dniu 25 marca 2009 Helgenberger złożyła wniosek o rozwód. 1 lutego 2010 doszło do rozwodu. W kwietniu 2022 Helgenberger poślubiła swojego partnera, Charliego Haugka, z którym była w związku od jesieni 2019.

## Filmografia
- Ryan’s Hope (1975–1989) jako Siobhan Ryan Novak #3 (1982–1986)
- Shell Game (1987) jako Natalie Thayer
- China Beach (1988–1991) jako K.C. (Karen Charlene) Koloski
- Na zawsze (Always, 1989) jako Rachel
- Po północy (After Midnight, 1989) jako Alex
- Blind Vengeance (1990) jako Virginia Whitelaw
- Zagubione serca (Crooked Hearts, 1991) jako Jennetta
- Śmiertelne sny (Death Dreams, 1991) jako Crista Westfield
- Serca w ogniu (In Sickness and in Health / Hearts on Fire, 1992) jako Mickey
- Oczami Mordercy (Through the Eyes of a Killer, 1992) jako Laurie Fisher
- Stukostrachy (The Tommyknockers, 1993) jako Bobbi Anderson
- Upadłe anioły (Fallen Angels, 1993–1995) jako Eve Cressy (I'll Be Waiting)
- Kiedy miłość zabija... (When Love Kills: The Seduction of John Hearn, 1993) jako Debbie Banister
- Partners (1993) jako Georgeanne Bidwell
- Distant Cousins (1993) jako Connie
- Gdzie są moje dzieci? (Where Are My Children?, 1994) jako Vanessa
- Wejść między lwy (Lie Down with Lions, 1994) jako Kete Nessen
- Rodeo w Nowym Jorku (The Cowboy Way, 1994) jako Margarette
- Ostry dyżur (ER, 1994) jako Karen Hines
- Blind Vengeance  (1994)
- Keys (1994) jako Maureen 'Kick' Kickasola
- Gatunek (Species, 1995) jako dr Laura Baker
- Inflammable (1995) jako por. Kay Dolan
- Just Looking (1995) jako Darlene Carpenter
- Bad Boys (1995) jako Alison Sinclair
- Podwójne dno (Conundrum, 1996) jako Rose Ekberg
- Obywatele prezydenci (My Fellow Americans, 1996) jako Joanna
- Murder Live! (1997) jako Pia Postman
- Życie na krawędzi (The Last Time I Committed Suicide, 1997) jako Lizzy
- W morzu ognia (Fire Down Below, 1997) jako Sarah Kellogg
- W złotej klatce (Gold Coast, 1997) jako Karen DiCilia
- Rozstać się z duchem (Giving Up the Ghost, 1998) jako Anna
- Wojna w Zatoce (Thanks of a Grateful Nation, 1998) jako Jerrilynn Folz
- Gatunek 2 (Species II, 1998) jako dr Laura Baker
- Więzy śmierci (Lethal Vows, 1999) jako Ellen Farris
- Uśmiech mordercy (Happy Face Murders, 1999) jako Jen Powell
- Partners (I, 1999) jako Eve Darrin
- CSI: Kryminalne zagadki Las Vegas (CSI: Crime Scene Investigation, 2000) jako Catherine Willows
- Perfect Murder, Perfect Town: JonBenét and the City of Boulder (2000) jako Patsy Ramsey
- Erin Brockovich (2000) jako Donna Jensen
- Doskonała zbrodnia w doskonałym mieście (Perfect Murder, Perfect Town: JonBenét and the City of Boulder, 2000) jako Patsy Ramsey
- W doborowym towarzystwie (In Good Company, 2004) jako Ann Foreman
- Conan: Red Nails  (2006) jako księżniczka Tascela (głos)